# Canton d'Oullins
Le canton d'Oullins est une ancienne division administrative française, située dans le département du Rhône en région Rhône-Alpes.

## Composition
Le canton était limité à la seule commune d'Oullins.

## Histoire
Le canton est créé est en 1973, en détachant les communes de La Mulatière, Oullins et Sainte-Foy-lès-Lyon du canton de Saint-Genis-Laval.
Le décret n°85-75 du 22 janvier 1985 en détache les communes de La Mulatière et Sainte-Foy-lès-Lyon, qui constituent le canton de Sainte-Foy-lès-Lyon. Le canton se retrouve alors réduit à la seule commune d'Oullins.
Le 1er janvier 2015, le canton disparaît avec la naissance de la métropole de Lyon.

## Représentation
| Période | Période          | Identité                 | Étiquette | Qualité |
| ------- | ---------------- | ------------------------ | --------- | --- |
| 1973    | 1976             | Paul Jordery (1901-1983) | PS        | Employé de banque, puis employé municipal Maire d'Oullins (1947-1977) Conseiller général du Canton de Saint-Genis-Laval (1964-1973) |
| 1976    | 1982             | Roland Bernard           | PS        | Universitaire Député (1981-1986) Sénateur (1986-1995) Maire d'Oullins (1977-1990)                                                   |
| 1982    | 1985             | Xavier Hamelin           | RPR       | Ingénieur chimiste Député (1973-1981) Elu en 1985 dans le Canton de Sainte-Foy-lès-Lyon                                             |
| 1985    | 1990 (démission) | Michel Terrot            | RPR       | Avocat Député (1988-2017) Maire d'Oullins (1990-1997)                                                                               |
| 1990    | 1998             | Gilles Lavache           | UDF-FD    | Journaliste Adjoint au maire d'Oullins                                                                                              |
| 1998    | 2014             | Jean-Louis Ubaud         | PS        | Conseiller municipal d'Oullins Chef de cabinet adjoint à la mairie de Lyon                                                          |

## Évolution démographique
| 1975   | 1982   | 1990   | 1999   | 2006   | 2011   | 2012   |
| ------ | ------ | ------ | ------ | ------ | ------ | ------ |
| 36 734 | 42 677 | 26 129 | 25 183 | 25 694 | 25 257 | 25 896 |